# Miami Shores
Miami Shores ist eine Gemeinde im Miami-Dade County im US-Bundesstaat Florida. Das U.S. Census Bureau hat bei der Volkszählung 2020 eine Einwohnerzahl von 11.567 ermittelt. 

## Geographie
Miami Shores liegt an der Biscayne Bay und grenzt direkt nördlich an Miami. Umliegende Kommunen sind El Portal, Biscayne Park, North Miami, Miami Beach und North Bay Village.

## Demographische Daten
Laut der Volkszählung 2010 verteilten sich die damaligen 10.493 Einwohner auf 3935 Haushalte. Die Bevölkerungsdichte lag bei 1639,5 Einw./km². 68,1 % der Bevölkerung bezeichneten sich als Weiße, 23,8 % als Afroamerikaner, 0,3 % als Indianer und 2,6 % als Asian Americans. 2,4 % gaben die Angehörigkeit zu einer anderen Ethnie und 2,8 % zu mehreren Ethnien an. 30,6 % der Bevölkerung bestand aus Hispanics oder Latinos.
Im Jahr 2010 lebten in 33,4 % aller Haushalte Kinder unter 18 Jahren sowie 25,8 % aller Haushalte Personen mit mindestens 65 Jahren. 65,3 % der Haushalte waren Familienhaushalte (bestehend aus verheirateten Paaren mit oder ohne Nachkommen bzw. einem Elternteil mit Nachkomme). Die durchschnittliche Größe eines Haushalts lag bei 2,65 Personen und die durchschnittliche Familiengröße bei 3,26 Personen.
25,7 % der Bevölkerung waren jünger als 20 Jahre, 24,4 % waren 20 bis 39 Jahre alt, 32,7 % waren 40 bis 59 Jahre alt und 17,2 % waren mindestens 60 Jahre alt. Das mittlere Alter betrug 40 Jahre. 49,0 % der Bevölkerung waren männlich und 51,0 % weiblich.
Das durchschnittliche Jahreseinkommen lag bei 81.885 $, dabei lebten 6,9 % der Bevölkerung unter der Armutsgrenze.
Im Jahr 2000 war Englisch die Muttersprache von 61,50 % der Bevölkerung, spanisch sprachen 25,27 % und 13,23 % hatten eine andere Muttersprache.

## Sehenswürdigkeiten
Folgende Objekte sind im National Register of Historic Places gelistet:
| - Gebäude 107 Northeast 96th Street - Gebäude 121 Northeast 100th Street - Gebäude 145 Northeast 95th Street - Gebäude 253 Northeast 99th Street - Gebäude 257 Northeast 91st Street - Gebäude 262 Northeast 96th Street - Gebäude 273 Northeast 98th Street - Gebäude 276 Northeast 98th Street - Gebäude 284 Northeast 96th Street | - Gebäude 287 Northeast 96th Street - Gebäude 310 Northeast 99th Street - Gebäude 353 Northeast 91st Street - Gebäude 357 Northeast 92nd Street - Gebäude 361 Northeast 97th Street - Gebäude 384 Northeast 94th Street - Gebäude 389 Northeast 99th Street - Gebäude 431 Northeast 94th Street - Gebäude 477 Northeast 92nd Street | - Gebäude 540 Northeast 96th Street - Gebäude 553 Northeast 101st Street - Gebäude 561 Northeast 101st Street - Gebäude 577 Northeast 96th Street - Gebäude 1291 Northeast 102nd Street - Gebäude 10108 Northeast 1st Avenue - Grand Concourse Apartments |

## Verkehr
Durch Miami Shores führen der U.S. Highway 1 sowie die Florida State Roads 5, 915 und 932. Unmittelbar westlich führt auch die Interstate 95 an der Gemeinde vorbei. Zudem führt die Bahntrasse der Florida East Coast Railway durch das Gemeindegebiet. Die nächsten Flughäfen sind der Opa-locka Executive Airport (national, 10 km entfernt) und der Miami International Airport (14 km).

## Kriminalität
Die Kriminalitätsrate lag im Jahr 2010 mit 440 Punkten (US-Durchschnitt: 266 Punkte) im durchschnittlichen Bereich. Es gab 30 Raubüberfälle, 16 Körperverletzungen, 146 Einbrüche, 454 Diebstähle und 31 Autodiebstähle.